# Leochilus oncidioides
Leochilus oncidioides là một loài thực vật có hoa trong họ Lan. Loài này được Knowles & Westc. mô tả khoa học đầu tiên năm 1838.